# Liste des districts dans le borough londonien de Croydon
Ceci est une liste des districts du Borough londonien de Croydon.
Les zones du code postal de Croydon sont EC1, EC2, E1, E2, E5,E8, E9, E10, N1, N4, N5, et N16.

Croydon dans le Grand Londres

## Districts
| District         | Ville postale             | Zone postal/District | Coordonnées                 | OS grid ref |
| ---------------- | ------------------------- | -------------------- | --------------------------- | ----------- |
| Addington        | CROYDON, SOUTH CROYDON    | CR0, CR2             | 51° 21′ 30″ N, 0° 01′ 50″ O | TQ375645    |
| Addiscombe       | CROYDON                   | CR0                  | 51° 22′ 52″ N, 0° 03′ 59″ O | TQ345665    |
| Ashburton        | CROYDON, LONDRES          | CR0, SE25            | 51° 23′ 16″ N, 0° 04′ 03″ O | TQ344672    |
| Beddington       | CROYDON, WALLINGTON       | CR0, SM6             | 51° 22′ 24″ N, 0° 07′ 27″ O | TQ305655    |
| Broad Green      | CROYDON, THORNTON HEATH   | CR0, CR7             | 51° 23′ 12″ N, 0° 06′ 25″ O | TQ317669    |
| Coombe           | CROYDON                   | CR0                  | 51° 21′ 48″ N, 0° 04′ 11″ O | TQ342647    |
| Coulsdon         | COULSDON                  | CR5                  | 51° 19′ 16″ N, 0° 08′ 19″ O | TQ3059      |
| Croydon          | CROYDON                   | CR0                  | 51° 22′ 22″ N, 0° 06′ 36″ O | TQ335655    |
| Crystal Palace   | LONDRES                   | SE19, SE20, SE26     | 51° 25′ 13″ N, 0° 04′ 14″ O | TQ341708    |
| Forestdale       | CROYDON                   | CR0                  | 51° 20′ 42″ N, 0° 02′ 17″ O | TQ3762      |
| Hamsey Green     | SOUTH CROYDON, WARLINGHAM | CR2, CR6             | 51° 19′ 09″ N, 0° 03′ 48″ O | TQ350595    |
| Kenley           | KENLEY                    | CR8                  | 51° 19′ 27″ N, 0° 05′ 49″ O | TQ327600    |
| Monks Orchard    | CROYDON                   | CR0                  | 51° 22′ 54″ N, 0° 03′ 15″ O | TQ361658    |
| New Addington    | CROYDON                   | CR0                  | 51° 20′ 34″ N, 0° 01′ 00″ O | TQ382622    |
| Norbury          | LONDRES                   | SW16                 | 51° 24′ 33″ N, 0° 06′ 30″ O | TQ315695    |
| Norwood New Town | LONDRES                   | SE19                 | 51° 25′ 12″ N, 0° 05′ 31″ O | TQ325705    |
| Old Coulsdon     | COULSDON                  | CR5                  | 51° 18′ 06″ N, 0° 06′ 51″ O | TQ315575    |
| Pollards Hill    | MITCHAM                   | CR4                  | 51° 24′ 14″ N, 0° 07′ 25″ O | TQ315695    |
| Purley           | PURLEY                    | CR8                  | 51° 20′ 14″ N, 0° 06′ 51″ O | TQ313615    |
| Purley Oaks      |                           |                      |                             |             |
| Roundshaw        | WALLINGTON                | SM6                  | 51° 21′ 12″ N, 0° 07′ 36″ O | TQ302633    |
| Sanderstead      | SOUTH CROYDON             | CR2                  | 51° 20′ 09″ N, 0° 04′ 54″ O | TQ337613    |
| Selhurst         | CROYDON, LONDRES          | CR0, SE25            | 51° 23′ 58″ N, 0° 04′ 29″ O | TQ340684    |
| Selsdon          | SOUTH CROYDON             | CR2                  | 51° 20′ 43″ N, 0° 03′ 13″ O | TQ355625    |
| Shirley          | CROYDON                   | CR0,CR9              | 51° 22′ 53″ N, 0° 03′ 15″ O | TQ361658    |
| South Croydon    | SOUTH CROYDON             | CR2                  | 51° 21′ 12″ N, 0° 05′ 46″ O | TQ325633    |
| South Norwood    | LONDRES                   | SE25                 | 51° 23′ 58″ N, 0° 04′ 29″ O | TQ340684    |
| Thornton Heath   | CROYDON, THORNTON HEATH   | CR0, CR7             | 51° 24′ 01″ N, 0° 06′ 31″ O | TQ315685    |
| Upper Norwood    | LONDRES                   | SE19                 | 51° 25′ 11″ N, 0° 05′ 16″ O | TQ329707    |
| Upper Shirley    |                           |                      |                             |             |
| Waddon           | CROYDON                   | CR0                  | 51° 21′ 51″ N, 0° 06′ 45″ O | TQ315645    |
| Woodcote         |                           |                      | 51° 20′ 05″ N, 0° 08′ 15″ O |             |
| Woodside         | CROYDON, LONDRES          | CR0, SE25            | 51° 23′ 16″ N, 0° 04′ 03″ O | TQ344672    |
| Whyteleafe       | WHYTELEAFE                | CR3                  | 51° 18′ 32″ N, 0° 05′ 00″ O | TQ336583    |

## Référence
- (en) Cet article est partiellement ou en totalité issu de l’article de Wikipédia en anglais intitulé « List of districts in the London Borough of Croydon » (voir la liste des auteurs).